# VFS Global
VFS Global — світовий фахівць з аутсорсингу і технологічних послуг для дипломатичних місій та урядів по всьому світу. Компанія управляє отриманням віз, стоячи як посередник між візовим заявником і посольством, консульством. Компанія VFS Global створена в 2001 році в Лондоні і входить в Kuoni Group (яка також володіє Kuoni Travel) зі штаб-квартирою в Цюриху, Швейцарія.
VFS Global служить консульським відділам дипломатичних представництв, надаючи їм адміністративну підтримку.

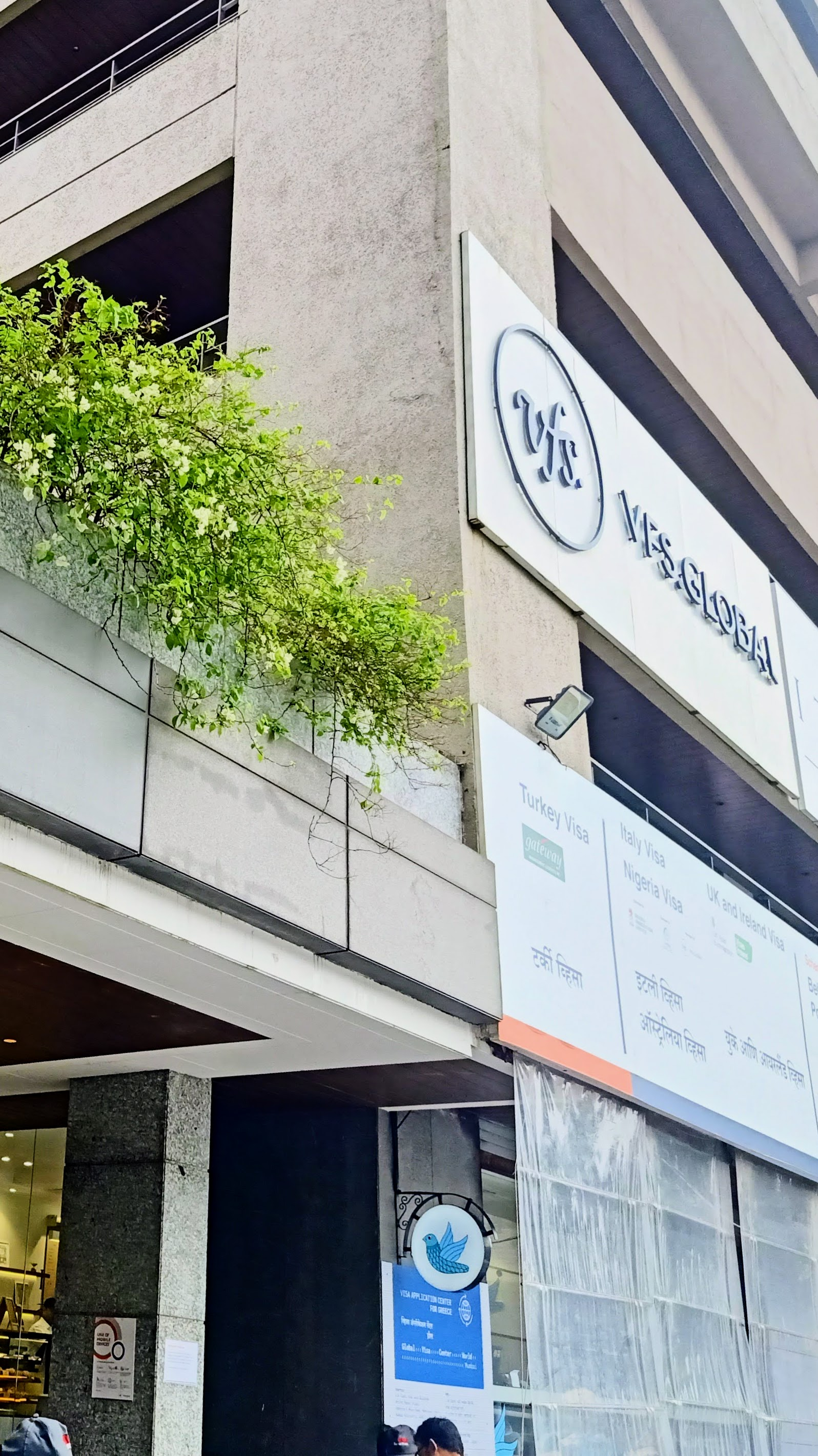
VFS Global Mumbai, India

Компанія співпрацює з 52 суверенними урядами у 128 країнах світу, та має 1486 візових центрів.